# HTTP 410
HTTP 410 Gone o Ya no disponible es un código de estado HTTP que indica que el host ha sido capaz de comunicarse con el servidor pero que el archivo solicitado ha sido borrado. No debe confundirse con el código de error 404 que indica que el archivo no ha sido encontrado. Aunque actualmente el código de error 410 está en desuso, generalmente en vez de este se suele mostrar el error 404 ya que este indica que la página no ha sido encontrada. En ambos casos se sabe que el host ha sido capaz de comunicarse con el servidor puesto que es este último el que devuelve el error. Tampoco se debe confundir con el error "servidor no encontrado" en este caso el host no ha sido capaz de encontrar el servidor.